# Gödnitz
Gödnitz ist ein Ortsteil der gleichnamigen Ortschaft der Stadt Zerbst/Anhalt im Landkreis Anhalt-Bitterfeld in Sachsen-Anhalt, (Deutschland).

## Geografie
Die Orte Gödnitz und Flötz zwischen Zerbst und Barby liegen am Gödnitzer See, einem Altarm der Elbe. Beide Orte befinden sich am östlichen Rand bzw. auf der östlichen Endmoräne, des Urstromtales der Elbe. Die westliche Gemarkung von Gödnitz/Flötz ist Teil des Biosphärenreservates Mittelelbe. Nordwestlich von Gödnitz mündet die Nuthe in die Elbe.
Die Ortschaft Gödnitz bildet sich durch die Ortsteile Flötz (76 Einwohner) und Gödnitz (146 Einwohner).

## Geschichte
Bei Grabungen wurde 1929 in Flötz ein der Altmärkischen Gruppe der Trichterbecherkultur zuzuordnendes Gefäß der nordischen Tiefstichkeramik aus der Zeit der Walternienburg-Bernburger Kultur gefunden. Damit lässt sich die Besiedlung der Orte Gödnitz und Flötz bis in die neolithische Zeit nachweisen.
Die etwas erhöhte Lage am Rande des Elb-Urstromtales mit seinem natürlichen Schutz gegen Überflutung und Hochwasser stellte einen bevorzugten Lebensraum dar und führte zu früher Besiedlung.
Schon in der Eisenzeit, bereits lange vor der slawischen Besiedlung des ostelbischen Raumes im 5. und 6. Jahrhundert, waren die Orte schon von Germanen besiedelt. (Nachweis?)
Die Geschichte der Bauerndörfer Gödnitz und Flötz war seit der deutschen Ostkolonisation der slawischen Gebiete eng an die ostelbischen Vorposten des Deutschordens gekoppelt. Von ersten Wiedereroberungsversuchen Karls des Großen um 805 bis zum letztendlichen Sieg des Deutschordens im 11. Jahrhundert standen Gödnitz und Flötz wohl mehrmals wechselnd unter slawischer und deutsch-christlicher Herrschaft.
Die Grundmauern der Dorfkirche in Flötz mögen wohl auf jene Zeit zurückgehen. Die Kirche wurde einst als Wehrkirche angelegt und mit dicken, wehrhaften Mauern ausgestattet, um den Angriffen der heidnischen Slawen zu widerstehen. Nach Gründung des Missionsstützpunktes Leitzkau 1114 wurde die über 300 Jahre währende Christianisierung des einst heidnischen Gebietes vollendet.
974 wurde das Amt Walternienburg von Kaiser Otto II. zusammen mit Barby an die Abtei Quedlinburg geschenkt. Die Abtei verlieh Barby mit dem Amt Walternienburg an die Herzöge von Sachsen, welche die Orte an die Grafen von Barby als Lehen weitergaben. Nach dem Aussterben der Barbyer Fürsten 1659 wurde das Amt, zu dem neben anderen Ortschaften auch die Dörfer Flötz und Gödnitz gehörten, von Anhalt-Zerbst in Besitz genommen. Als 1793 die anhaltisch Zerbster Linie ohne Erben ausstarb, kam Anhalt-Zerbst, und somit auch Gödnitz und Flötz, an Anhalt-Dessau wo zu jener Zeit Fürst Leopold der III., Enkel des Alten Dessauers, residierte.
Nach Beendigung der napoleonischen Fremdherrschaft und dem Wiener Kongress wurden 1816 die Orte mit Ausnahme von Gödnitz und Dornburg der neu gegründeten Provinz Sachsen im Königreich Preußen zugeschlagen, wo sie fortan zum Landkreis Jerichow I gehörten. Gödnitz blieb mit seiner Gemarkungsgrenze jedoch eine eigenständige Enklave. Das Dorf gehörte weiterhin zu Anhalt-Zerbst, war jedoch vollständig von preußischem Gebiet umschlossen.
Durch die unterschiedliche Verwaltungs- und Staatszugehörigkeit konnten beide Orte nicht zusammenwachsen. Es gab im 19. Jahrhundert in Flötz und Gödnitz je eine eigene Schule, einen eigenen Bürgermeister und Kirchengemeinden der jeweiligen Landeskirchen (Evangelische Landeskirche Anhalts, Evangelische Landeskirche der älteren Provinzen Preußens).
Der bei Flötz in den Gödnitzer See fließende Tafelgraben kennzeichnete als Gemarkungsgrenze in jener Zeit den Grenzverlauf zwischen der anhaltischen Enklave Gödnitz und dem Königreich Preußen. Noch heute sind massive Grenzsteine mit den Inschriften HA (Herzogtum Anhalt) und KP (Königreich Preußen) am Tafelgraben zu finden. Die Enklave Gödnitz wurde 1939 schließlich der Verwaltung des preußischen Kreises Jerichow I unterstellt; staatsrechtlich unterstand Gödnitz jedoch weiterhin dem Kreis Anhalt-Zerbst.
Nach dem Zweiten Weltkrieg wurde das Gebiet des Freistaates Anhalt mit Gebieten der ehemaligen Provinz Sachsen zuerst zur Provinz Sachsen-Anhalt und dann 1947 zum Land Sachsen-Anhalt vereinigt. 1946 wurden die (preußischen) Gemeinden Flötz, Gehrden, Güterglück, Kämeritz, Lübs, Moritz, Schora, Töppel, Prödel und Walternienburg aus dem Landkreis Jerichow I in den Landkreis Zerbst umgegliedert. Damit endete auch die seit 1939 bestehende Aufsicht des Kreises Jerichow über die ehemals anhaltische Enklave Gödnitz. 1952 wurde das Land Sachsen-Anhalt aufgelöst; und die Gemeinde Gödnitz / Flötz wurde nun mit dem Kreis Zerbst Bestandteil des DDR-Bezirkes Magdeburg.
Mit der Wiedervereinigung und den darauf folgenden Kreisreformen hatte sich die Kreiszugehörigkeit vorerst nicht geändert. Die Gemeinde Gödnitz war bislang Bestandteil des Landkreises Anhalt-Zerbst und Teil der Verwaltungsgemeinschaft Elbe-Ehle-Nuthe mit Sitz in der Stadt Zerbst/Anhalt. 2007 ist aufgrund der beschlossenen Auflösung des Landkreises Anhalt-Zerbst die Gemeinde Gödnitz in den Landkreis Anhalt-Bitterfeld eingegliedert worden.
Am 20. Juli 1950 wurde die bis dahin eigenständige Gemeinde Flötz nach Gödnitz eingemeindet.
Bis zum 31. Dezember 2009 war Gödnitz eine selbständige Gemeinde mit dem zugehörigen Ortsteil Flötz. Auf einer Gemeindefläche von 11,8 km² lebten 241 Einwohner (31. Dezember 2008). Am 1. Januar 2010 gingen Gödnitz und Flötz in der Einheitsgemeinde Zerbst/Anhalt auf. Letzter Bürgermeister von Gödnitz war Volker Leps.

## Politik

### Ortschaftsrat
Als Ortschaft der Stadt Zerbst/Anhalt übernimmt ein so genannter Ortschaftsrat die Wahrnehmung der speziellen Interessen des Ortes innerhalb bzw. gegenüber den Stadtgremien. Er wird aus fünf Mitgliedern gebildet.

### Bürgermeister
Als weiteres ortsgebundenes Organ fungiert der Ortsbürgermeister, dieses Amt wird zurzeit von Karoline Schirmer wahrgenommen.

### Wappen
| | Blasonierung: „Geviert von Blau und Silber; Feld 1 und 4: ein goldener Angelhaken, Feld 2 und 3: eine schrägrechte rote Pflugschar.“ |
| Wappenbegründung: Die Farben des Ortes sind Gelb (Gold) - Blau. Der Ort lag von jeher in einem Gebiet mit landwirtschaftlichem Charakter. Dies wird auch symbolisch durch die beiden Pflugscharen zum Ausdruck gebracht. Die Angelhaken stehen für die dortige Möglichkeit zur sportlichen Freizeitgestaltung, die auch durch die blaue Farbe für den See dokumentiert wird. Die Pflugscharen sind in den Farben der ehemaligen Grafschaft Lindau gehalten, zu welcher Gödnitz einst gehörte. Das Wappen wurde am 20. Mai 1989 in der Quedlinburger Wappenrolle unter QWR II/89022 registriert. Das Wappen wurde von der Heraldischen Gesellschaft „Schwarzer Löwe“ Leipzig gestaltet, am 17. August 1995 durch das Regierungspräsidium Dessau genehmigt und im Landesarchiv Sachsen-Anhalt unter der Wappenrollennummer 84/1995 registriert. | |

### Flagge
Die Flagge wurde am 14. April 1998 durch das Regierungspräsidium Dessau genehmigt.
Die Flagge ist gelb - blau (1:1) gestreift und das Wappen ist mittig auf die Flagge aufgelegt.

## Kultur und Sehenswürdigkeiten

### Bedeutende Bauwerke

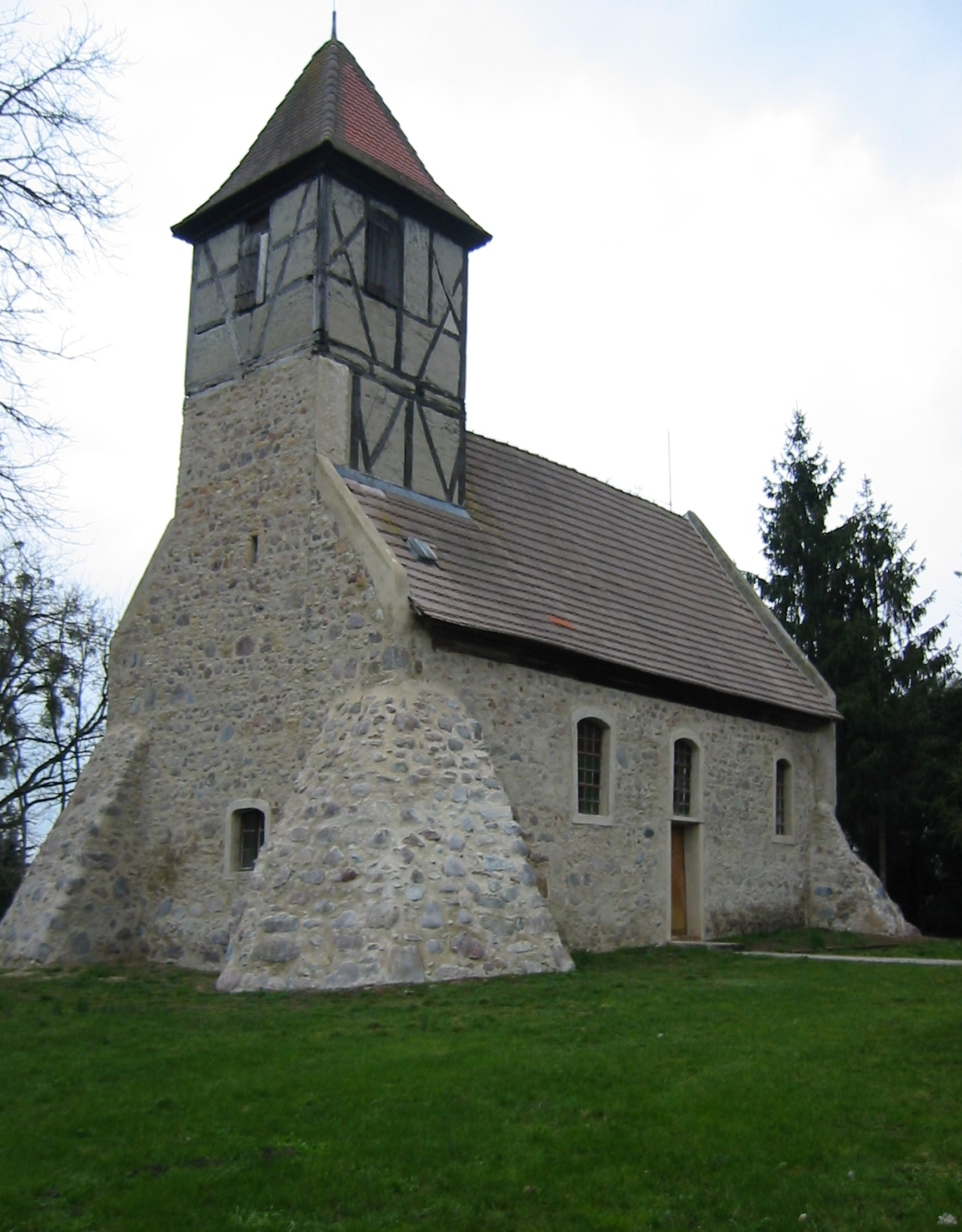
St.-Katharinen-Kirche in Floetz (2006)

Im Ortsteil Flötz befindet sich am Ende der Seestraße die St.-Katharinen-Kirche. Es handelt sich um eine Feldsteinkirche, die in der heutigen Gestalt mit ihrem Fachwerkturm aus dem 14. Jahrhundert stammt.
Die massiven Grundmauern der einstigen Wehrkirche sind wohl noch älteren Ursprungs.
Im Turm befinden sich drei Glocken; die älteste ist von 1380. Im Innern befindet sich ein spätromanischer Taufstein aus dem 12. Jahrhundert mit mittelhochdeutscher Inschrift, ein Altar mit spätgotischen Schnitzereien und einem Gemälde, eine Kanzel von 1715 und eine Orgel des Dessauer Baumeisters Giese aus dem Jahre 1865. Das Mauerwerk wurde 2004 von außen umfassend saniert. Der Turm ist in den Folgejahren ebenfalls teilweise saniert worden, sodass nun wieder der Klang einer Glocke zu besonderen Anlässen zu hören ist. Jedoch wurde das Mauerwerk bisher nicht komplett wiederhergestellt.
2015 erhielt die Flötzer Kirche im Rahmen des Glaskunstprojekts „Lichtungen“ der evangelischen Landeskirche Anhalts zwei kunstvolle Chorwandfenster, die vom Künstler Wilhelm Buschulte (1923–2013) entworfen wurden. Die Kirche St. Katharina ist die letzte Kirche, für die der Glasbildner einen raumumfassenden Entwurf anfertigte. Die Fenster bestehen aus mundgeblasenem Echtantikglas, das teilweise verbleit, bemalt, geschliffen und blattvergoldet wurde. Sie tragen die Symbolik des Gleichnisses vom Senfkorn und vom Reich Gottes.
Die Gödnitzer Kirche ist neueren Datums und baulich besser erhalten. Sie besitzt im Gegensatz zur Flötzer Kirche eine Turmuhr. Die Kirche wurde von Herzog Friedrich I. von Anhalt gestiftet und 1897 erbaut. Bemerkenswert ist der in Holz geschnitzte Altar.

## Verkehrsanbindung
Über Güterglück (Richtung Osten) besteht die kürzeste Straßenverbindung in die Stadt Zerbst. Von Güterglück über den Moritzer Ortsteil Schora besteht eine Verbindung zur Bundesstraße 184. Weitere Straßen führen in Richtung Norden über Lübs und Prödel nach Leitzkau sowie in Richtung Süden nach Walternienburg (K 1239). Über Walternienburg und dessen Ortsteil Ronney besteht über eine Gierseilfähre eine Straßenverbindung über die Elbe nach Barby.
Am Ortsteil Flötz vorbei führt die ehemalige Bahnstrecke Berlin–Blankenheim (ehemaliger Teil der „Kanonenbahn“). Die Trasse verläuft aufgrund der besonderen Lage im Überflutungsgebiet der Flusslandschaft auf einem Bahndamm und überquert bei Barby die Elbe. Nahe Flötz wurden die Gleise auf einer Flutbrücke über sonst trockenes Gebiet geführt, um bei Hochwasser den Durchfluss der Wassermassen zu gewährleisten. An den Bahngleisen entlang führte über die Flut- und Elbebrücke ein etwa drei Kilometer langer Fußweg nach Barby. Dieser Weg konnte auch mit dem Fahrrad oder dem Kraftrad befahren werden. Bis in die 1990er-Jahre wurde in Ermangelung einer Straßenverbindung dieser kurze Verbindungsweg über die Elbe von vielen Flötzern, Gödnitzern und Walternienburgern gern genutzt, um unabhängig von Fährzeiten oder Hochwasserständen in die nahe gelegene Kleinstadt Barby zu gelangen. Die Bahnstrecke wurde im Dezember 2004 stillgelegt. 2015 erfolgte die Entwidmung der Strecke Güterglück - Barby als Bahnstrecke, im Frühjahr 2016 wurde der Rückbau der Gleise eingeleitet. Es gibt Pläne für eine Nutzung der ehemaligen Bahnstrecke als Radwanderweg zur Verbindung des Elberadwegs mit dem Europaradweg R1 in Bad Belzig, über eine Umsetzung wurde jedoch noch nicht entschieden.